# Liste von Aussichtstürmen in der Freien Hansestadt Bremen
Die Liste von Aussichtstürmen in der Freien Hansestadt Bremen enthält Bauwerke, welche über für den Publikumsverkehr zugängliche Aussichtsmöglichkeiten verfügen. Sie umfasst Aussichts-, Fernseh- und Wassertürme, Hochhäuser, Kirchtürme, stationäre Fahrgeschäfte und sonstige Aussichtsplattformen – auch ehemalige Türme (usw.). Die Listen enthalten keine reisenden Panoramafahrgeschäfte.

## Liste
Anmerkung: Die Tabellenspalten sind sortierbar, dazu dienen die Symbole bei den Spaltenüberschriften. In der Ausgangsansicht sind die Türme nach Gesamthöhe (absteigend), bei gleicher Höhe nach Name des Bauwerks (aufsteigend) sortiert.

### Bestehende Bauwerke
| Name des Bauwerks         | Ort              | Bau- jahr | Ges. höhe (m) | Platt- form- höhe (m) | Auf- zug | Bauwerkstyp            | Bemerkungen                 | Bild |
| ------------------------- | ---------------- | --------- | ------------- | --------------------- | -------- | ---------------------- | --------------------------- | ---- |
| Richtfunkturm Bremerhaven | Bremerhaven Lage | 1965      | 107,3         | 059                   | ja       | Sendeturm (Stahlbeton) |                             |      |
| Bremer Dom                | Bremen Lage      | 1901      | 099           | 068                   | nein     | Kirchturm              | Südlicher Turm              |      |
| Julius-Bamberger-Haus     | Bremen Lage      | 2006      | 040           | 035                   | ja       | Hochhaus               | VHS-Zentrale, Eintritt frei |      |
| Turm der Lüfte            | Bremen Lage      | 2007      | 027           |                       | nein     | Stahl-Holzkonstruktion | Teil des Universums Bremen  |      |

### Nicht mehr bestehende Bauwerke
| Name des Bauwerks           | Ort         | Bau- jahr | Ges. höhe (m) | Platt- form- höhe (m) | Auf- zug | Bauwerkstyp     | Bemerkungen               | Bild |
| --------------------------- | ----------- | --------- | ------------- | --------------------- | -------- | --------------- | ------------------------- | ---- |
| Aussichtsturm im Bürgerpark | Bremen      | 1889      | 041           | 026                   | nein     | gemauerter Turm | 1962 abgerissen           |      |
| Bismarckturm Bremerhaven    | Bremerhaven | 1911      | 022,6         |                       | nein     | gemauerter Turm | am 1. März 1966 gesprengt |      |

## Abkürzungen
In den Tabellen verwendete Abkürzungen bedeuten:
- Jh. = Jahrhundert